# Konföderation Irland

Übersicht der Staaten auf der irischen Insel, ab 1922 ausgenommen Nordirland

Der Begriff Konföderation Irland bezeichnet eine kurze Periode der irischen Selbstverwaltung zwischen der Irischen Rebellion von 1641 und der Eroberung Irlands durch Oliver Cromwell 1649 zurück. Die eigentliche Konföderation wurde im Sommer 1642 gegründet. Während dieser Jahre wurden zwei Drittel Irlands durch die Irisch Katholische Konföderation (irisch Cónaidhm Chaitliceach na hÉireann, englisch Irish Catholic Confederation), auch bekannt als Konföderation von Kilkenny (Comhdháil Chill Chainnigh, Confederation of Kilkenny), regiert. Die verbleibenden protestantischen Enklaven in Ulster, Munster und Leinster wurden während des Kriegs der Drei Königreiche von royalistischen oder schottischen Parlamentariern befehligt. Die Konföderierten schafften es während der irischen Konföderationskriege nicht, die britischen Einheiten in Irland zu besiegen, und traten 1648 einer royalistischen Allianz gegen das sogenannte Rumpfparlament bei.

## Rebellion und Formierung der Konföderation

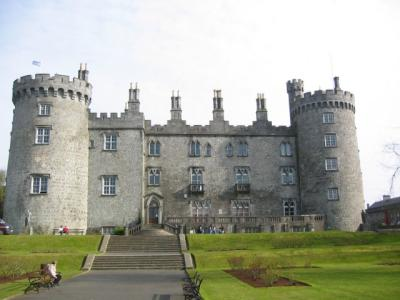
Kilkenny Castle, Versammlungsort der Generalversammlung

Die Katholische Konföderation wurden in der Folge der Irischen Rebellion gegründet, um sowohl die Aufstände zu kontrollieren als auch um einen irisch-katholischen Krieg gegen die verbleibenden britischen Armeen in Irland zu organisieren. Man hoffte, so eine Rückeroberung Irlands durch englische oder schottische Truppen aufhalten zu können. Die Initiative der Konföderation ging vom katholischen Bischof Nicholas French und dem Advokaten Nicholas Plunkett aus. Beide schlugen verschiedene irische Adlige für eine Regierung vor, z. B. Viscount Gormanstown, Lord Mountgarret und Viscount Muskerry, die ihrerseits ihre eigenen bewaffneten Truppen in die Konföderation einbrachten und andere Rebellen davon überzeugten dieser beizutreten. Mitglieder der Konföderation mussten einen Eid ablegen gegenüber dem römisch-katholischen Glauben, den Rechten des Königs und der Freiheit Irlands.
Die Verfassung der Konföderation, die in einigen Punkten schon sehr demokratisch für die damalige Zeit war, wurde von einem anderen Advokaten verfasst, Patrick Darcy aus Galway. Die Regierung bestand aus einer Generalversammlung (die eigentlich ein Parlament war), aufgebaut und gewählt von irischen Landbesitzern und dem katholischen Klerus, die ihrerseits eine Exekutive, den sogenannten Supreme Council, wählten. Versammlungsort war die Stadt Kilkenny, wo sogleich damit begonnen wurde, ein weitreichendes Steuersystem aufzubauen, um den Krieg zu finanzieren. Weiterhin wurden Boten, mit der Bitte um Unterstützung, in diverse römisch-katholische Länder in Kontinentaleuropa entsandt.
Trotz all dieser Tätigkeiten erklärte die Regierung der Konföderation niemals ihre eigene Unabhängigkeit, da sie sich – im Kontext des Kriegs der Drei Königreiche – als Royalisten bezeichneten, die loyal gegenüber Karl I. von England waren. Da nur der König ein rechtmäßiges Parlament ausrufen konnte, nannten sie sich auch niemals „Parlament“, auch wenn sie wie eins handelten. Bei Verhandlungen mit den protestantischen Royalisten verlangen die Konföderierten, dass alle Zugeständnisse, die sie erreichten, von einem irisches Nachkriegs-Parlament ratifiziert werden müssten, das aus der Generalversammlung sowie einigen protestantischen Royalisten bestanden hätte.
Hauptziel der Konföderierten war das Erreichen einer Einigung mit dem König Karl I., die folgendes umfassen sollte:
- Anerkennung des katholischen Glaubens
- Anerkennung aller Rechte für Katholiken in Irland
- Eine eigenständige Regierung für Irland

Das Motto der Konföderation war Pro Deo, Rege et Patria, Hibernia Unanimis – „Für Gott, König und Vaterland, Irland ist vereint“.
Die Mitglieder des Supreme Council waren überwiegend alt-englischer Abstammung (d. h. ihre Vorfahren kamen von England nach Irland), weswegen ihnen die gälischen Iren misstrauten, denen die Forderungen gegenüber den Engländern zu moderat waren. Die radikaleren unter den Konföderierten plädierten für ein Rückgängigmachen der Plantations und der Etablierung des katholischen Glaubens als Staatsreligion in Irland.
Die Konföderierten glaubten, dass sie ihre Ziele am besten erreichen könnten, wenn sie royalistisch handelten, und machten daher den König zu einem zentralen Bestandteil ihrer Strategie, der ihnen auch wiederholt Zugeständnisse zusagte. Während die moderaten Kräfte diese Einigung mit Karl I. anstrebten, ohne radikale politische und religiöse Reformen durchzudrücken, überlegten andere, wie man den König schneller zu diesem Schritt zwingen könnte, weshalb man eine Allianz mit Frankreich oder Spanien suchte.

## Waffenstillstand im Konföderationskrieg
1643 verhandelten die Konföderierten einen Waffenstillstand mit den protestantischen Royalisten in Irland, was schließlich zu weiteren Verhandlungen mit James Butler (1. Duke of Ormonde), dem königlichen Stellvertreter in Irland, führte. Daraufhin nahmen die Übergriffe zwischen beiden Parteien in Dublin ab, doch die englische Garnison in Cork, kommandiert von Murrough O’Brien (einem der wenigen irischen Protestanten), weigerte sich den Waffenstillstand anzuerkennen, rebellierte und schwor Treue gegenüber dem englischen Parlament. Weiterhin gab es einige schottische Einheiten in Ulster sowie die Milizeinheiten britischen Siedler in dieser Region, die weiterhin Übergriffe verübten.
1644 entsendeten die Konföderierten 1.500 Mann unter Alasdair MacColla nach Schottland, um die dortigen Royalisten unter James Graham zu unterstützen. Dies blieb allerdings bis heute die einzige irische Einmischung (durch Entsendung einer Armee) in Bürgerkriege in Großbritannien.

## Ankunft des päpstlichen Nuntius
Die Konföderierten erhielten geringe Hilfsgelder aus Frankreich und Spanien, die in Irland Truppen rekrutieren wollten, doch die Hauptunterstützung kam vom Papst, vor allem von Innozenz X. Der Bote der Konföderation erreichte den Papst im Februar 1645, der daraufhin Giovanni Battista Rinuccini, einen päpstlichen Nuntius, nach Irland entsandte – zusammen mit einer großen Anzahl an Waffen, militärischem Zubehör und einem großen Geldbetrag. Die Unterstützung brachte Rinuccini einen großen Einfluss in die Politik der Konföderation, und er wurde von eher militant ausgerichteten Konföderierten wie Owen Roe O’Neill unterstützt. In Kilkenny wurde Rinuccini ehrenhaft empfangen, und er versprach der katholischen Bevölkerung Irlands seine volle Unterstützung zur Sicherung des katholischen Glaubens.

## Der erste „Friede von Ormonde“
Bis zum März 1646 war der Supreme Council zu einer Einigung mit James Butler gekommen, die am 28. März unterzeichnet wurde. Durch diese Einigung – die noch nicht vertraglich bindend festgehalten war – war es Katholiken erlaubt, in öffentlichen Ämtern sowie Schulen zu arbeiten, und es gab mündliche Zusagen, in Zukunft weitere Zugeständnisse zu machen. Weiterhin gab es einen Straferlass für während der Rebellion (1641) begangene Straftaten und eine Garantie, dass die Enteignung von katholischem Land vollständig aufhöre.
Es gab jedoch keine Zurücknahme des Poynings’ Law, das das irische Parlament dem englischen unterordnete, keine Aufhebung der protestantischen Dominanz im Parlament und keine Aufhebung der Plantations in Ulster und Munster. Hingegen mussten sämtliche Kirchen, die die katholische Kirche während des Krieges sich einverleibt hatte, an die Protestanten zurückgegeben werden, und die öffentliche Ausübung des katholischen Glaubens war nicht garantiert.
Doch die vereinbarten Bedingungen des Vertrags waren weder für den katholischen Klerus, die irischen Militärkommandanten – allen voran Owen Roe O’Neill und Thomas Preston – noch für die Mehrheit der Generalversammlung akzeptabel. Auch war Rinuccini nicht Teil der Verhandlungspartner gewesen, weshalb auch er gegen diesen Vertrag war und er neun irische Bischöfe dazu überreden konnte, eine Protestnote gegen jede Vereinbarung mit James Butler oder dem englischen König zu unterzeichnen, solange es keine Garantie für den Fortbestand der katholischen Religion gab.
Der Supreme Court, der den Vertrag ausgehandelt hatte, war in den Augen vieler unglaubwürdig, da viele Mitglieder zu James Butler in speziellen Verbindungen standen. Weiterhin glaubten viele nach dem Sieg von Rowen Roe O’Neills Armee gegen die Schotten bei der Schlacht von Benburb, dass die Konföderierten in der Lage seien, ganz Irland zurückzuerobern. Zu den Unterstützern dieser Ansicht zählte auch Rinuccini – schließlich wurden die Mitglieder des Supreme Councils (vorübergehend) verhaftet und die Annahme des Vertrags verworfen.

## Militärische Niederlage und erneuter Frieden
Nach der Ablehnung des Vertrags durch die Konföderation übergab James Butler die Kontrolle über Dublin an Michael Jones und kehrte nach England zurück. Die Armeen der Konföderation versuchten nun die verbleibenden Protestantengebiete in Dublin und Cork zu erobern, erlitten jedoch im Jahr 1647 eine Reihe von militärischen Disastern. Zuerst wurde Thomas Prestons Armee aus Leinster bei der Schlacht am Dungans Hill in Meath geschlagen, dann erlitt die Armee aus Munster bei der Schlacht von Knocknanauss das gleiche Schicksal.
Diese Rückschläge brachten die Konföderierten zurück an den Verhandlungstisch und man erreichte große Zugeständnisse von Karl I., u. a. die Tolerierung des katholischen Glaubens, die Zusage, die Poynings Law zurückzunehmen und eine teilweise Rücknahme der Plantations – Zugeständnisse, die Karl I. später wieder zurücknahm. Nach dem Vertrag sollte sich die Konföderation selbst auflösen, ihre Truppen unter royalistische Herrschaft stellen und die englischen Truppen anerkennen.
Doch noch immer weigerten sich viele irische Katholiken dem Vertrag mit den Royalisten zuzustimmen und auch Owen Roe O’Neill trat nicht der neuen royalistischen Allianz bei. Rinuccini stärkte O’Neill den Rücken, indem er jedem die Exkommunikation androhte, der dem Waffenstillstand zustimmte; er schaffte es diesmal jedoch nicht, die katholischen Bischöfe Irlands auf seine Seite zu ziehen. Am 23. Februar 1649 kehrte Rinuccini von Galway aus nach Rom zurück.
Man geht davon aus, dass die Teilung der Konföderation hauptsächlich zwischen gälischen Iren und den Nachkommen der ersten englischen Siedler, den sogenannten Old English, stattfand, da die Gälen unter englischer Herrschaft große Ländereien und Macht verloren hatten und in ihren Forderungen radikaler waren als die eher gemäßigten Old English. Doch es gab auf beiden Seiten Vertreter beider ethnischen Gruppen. Zum Beispiel stimmte Felim O’Neill of Kinard, ein gälischer Anstifter der Rebellion von 1641, dem Waffenstillstand zu, während ein Großteil der hauptsächlich von Engländern abstammenden Menschen in Süd-Wexford dagegen waren. Auch der katholische Klerus war in dieser Frage in zwei Lager gespalten.

## Oliver Cromwell
Die Lage änderte sich erst 1649, als Oliver Cromwell nach Irland kam und die Allianz aus Konföderierten und Royalisten endgültig besiegte. Die Rückeroberung Irlands durch Cromwell war eine der blutigsten Kriegsführungen in Irland, begleitet von Seuchen und Hungersnot. Die meisten führenden Mitglieder der Konföderation gingen in dieser Zeit nach Frankreich ins Exil oder wurden getötet. Die katholischen irischen Landbesitzer wurden im Zuge der Eroberung enteignet und die römisch-katholische Kirche unterdrückt. Dies war gleichzeitig das Ende der Konföderation.
Die Konföderation Irland war die einzige quasi eigenständige irische Regierung bis zur Gründung des irischen Freistaats im Jahr 1922. Das Ende der Konföderation festigte die britische Herrschaft in Irland.